# Félix Padín Gallo
Félix Padín Gallo (Bilbao, 9 de juliol de 1916 - Miranda de Ebro, 7 d'octubre de 2014) va ser un destacat anarcosindicalista espanyol, tinent dels batallons Isaac Puente i Durruti de la Confederació Nacional del Treball (CNT) del País Basc durant la Guerra civil

## Biografia
Membre d'una família nombrosa i empobrida, va passar gana. Amb 12 anys va començar a treballar en una tenda d'ultramarins i tres anys després en la construcció, la seva professió definitiva. Quan tenia 14 anys es va afiliar al sindicat dels seus germans, la Confederació Nacional del Treball (CNT), i després a les Joventuts Llibertàries (JJLL). Va formar part d'un grup d'acció amb Porfirio Ruiz, Alberto Lucarini i Severiano Montes. Va ser molt actiu en aspectes culturals, de propaganda, en vagues i sabotatges, en aprovisionament d'armes i de dinamita - que van acabar emprant-se el juliol de 1936 -, etc. Va ser vocal del Sindicat de la Construcció cenetista, encarregat de la premsa a les Joventuts Llibertàries i, el 1935, un dels responsables de propaganda del Comitè Regional de la CNT. A l'octubre de 1934 va ser detingut pels fets revolucionaris d'aquest any.
Quan va esclatar la revolta militar, va lluitar com a sergent i tinent en els batallons "Isaac Puente" i "Durruti" fins que va caure presoner el 16 de juny de 1937 a Burgi (Navarra). Entre 1937 i 1939 va estar tancat a presons (Arrigorriaga, Galdakao i Vitòria), al camp de concentració de Miranda de Ebro i en batallons disciplinaris (Guadalajara, Elizondo i Peñaranda de Bracamonte). Al juny de 1939 va ser posat en llibertat i va tornar a Bilbao, però un mes després va tornar a Miranda de Ebro i a un altre batalló disciplinari per altres tres anys. Va ser detingut al maig de 1947 per participar en la famosa vaga de Bilbao d'aquest any. Buscant treball, el 1954 es va establir a Miranda de Ebro. Un cop mort Franco, va reactivar la seva militància, convertint-se en l'ànima de la CNT local. En aquests anys va ser assidu en manifestacions i en reunions anarquistes i confederals. El 1990 va ser observador al Congrés de Bilbao i tres anys després va participar en el Certamen Anarquista Mundial (CAM) de Barcelona. El 1993 va assistir com a delegat de la Regional Nord en el Ple Nacional de Regionals de Barcelona. El 1996 va ser delegat al Congrés de CNT i a les Conferències Nacionals de 1993 i 2000.

## Homenatges
En 2002 va ser homenatjat en Miranda de Ebro. El 18 de juny de 2006 va rebre a Bilbao, al costat d'altres companys de les milícies confederals basques, un homenatge oficial de la CNT. Va participar com a testimoni en els documentals sobre els camps de concentració franquistes Rejas en la memoria (2004), de Manuel Palacios, i Desafectos. Esclavos de Franco en el Pirineo (2007).